# Uta Zaumseil
Uta Zaumseil (* 1962 als Uta Glagau in Greiz) ist eine deutsche Holzschneiderin und Künstlerin.

## Leben
Aufgewachsen in der DDR, konnte Uta Zaumseil dort keine Kunstakademie besuchen. Sie studierte zunächst Kunsterziehung und Deutsch und arbeitete nach ihrem Studienabbruch von 1985 bis 1989 als Buchhändlerin und entschied sich nach der Wende, Künstlerin zu sein und von der Kunst zu leben. 1990 arbeitete sie in der Kulturfabrik Dorfen und erhielt seit 1994 verschiedene 
Stipendien, Künstlerförderungen und Preise.
1988 heiratete sie den Greizer Maler und Graphiker Peter Zaumseil (* 1955); die Ehe wurde nach wenigen Jahren geschieden. 1989 wurde der gemeinsame Sohn Oskar Zaumseil geboren, der ebenfalls als Maler und Graphiker tätig ist und teils gemeinsam mit ihr ausstellt.
Zaumseil lebt und arbeitet mit ihrem Partner Peter Mell in Mehla.

## Werk
Zaumseil verwendet die alte Technik des Holzschnitts, die eigentlich dazu dient, von einem Holzstock mehrere Exemplare zu drucken. Genau das aber findet die Künstlerin langweilig, ihr geht es ausschließlich um das eine „tollste Bild“, wie sie sagt.
Uta Zaumseil bedient sich der Technik des verlorenen Schnitts, d. h. ihre mehrfarbigen Arbeiten werden von nur einer Platte gedruckt, aus der all das nacheinander herausgeschnitten wird, was für den nächsten Schritt bzw. die nächste Farbe nicht mehr benötigt wird. Das sind manchmal nur drei Druckvorgänge, können aber auch bis zu vierzig oder mehr sein. Dabei geht sie immer von der hellsten Farbe aus, bis zum Schluss die dunkelste Farbe gedruckt wird. Am Ende ist von der Platte nichts weiter übrig als die letzte Druckvorlage. Dieses Verfahren setzt einen genauen Plan, eine klare Bildvorstellung und viel Erfahrung voraus. Uta Zaumseils Drucke sind Unikate (kleinere Auflagen gibt es nur, um Kataloge zu finanzieren), auf dünnem Japanpapier gedruckt. Sie verwendet keine Druckpresse, sondern presst mit den Füßen, mit dem eigenen Gewicht (Die Verwandlung der Welt – Uta Zaumseil, YouTube-Video).
Uta Zaumseils Bilder erinnern in ihrer komplexen Vielfarbigkeit eher an Malerei als an das, was man für gewöhnlich mit einem Holzschnitt / Holzdruck verbindet. Ihre Bildwelten sind von ihrer Umgebung bestimmt, die sie mit dem Blick der Künstlerin und im Hinblick auf künftige Arbeiten gleichsam scannt und mit dem Fotoapparat festhält, der ihr das Skizzenbuch ersetzt. Es ist die Natur, die Architektur, vor allem aber sind es Menschen, die ihr Interesse wecken. Sie spielt mit dem Fotomaterial, stellt die Motive auf den Kopf, dreht sie oder setzt sie gegeneinander. Mit den Versatzstücken solch realistischer, aber zunehmend verfremdeter Bildelemente schafft sie die Vorlagen für ihre Schnitte. Es entstehen Bilder, die zwar eine Realität noch erkennen lassen – Bäume, Häuser, Tiere, Menschen –, aber durch die Kombination der verschiedenen Bildelemente eine rätselhafte Unwirklichkeit schaffen, die sich einer eindeutigen Interpretation entzieht. Dennoch sind diese Bilder nicht hermetisch verschlossen. Im Gegenteil, sie sind sehr nahbar, sehr sinnlich. Sie reizen den Betrachter geradezu, Geschichten zu erfinden, die sich dann aber doch durch störende Motive nicht zu Ende erzählen lassen.
In den letzten Jahren hat Uta Zaumseil ihre Bildsprache erweitert, indem sie für sich die Collage entdeckt hat. Jetzt aber arbeitet sie auch mit Zeitungsausrissen, über die sie ihre Drucke legt. Oder sie kombiniert eigene Drucke mit Zeichnungen ihres Sohnes, welcher derzeit an der Kunstakademie Weißensee studiert.

## Ausstellungen (Auswahl)

### Einzelausstellungen
- 2004: Kunsthalle Weimar
- 2012: Hans-Thoma-Museum, Bernau
- 2012: Städtische Galerie Bietigheim-Bissingen (mit P. Mell)
- 2014: Kunstverein Hohenaschau
- 2015: Museum Junge Kunst, Frankfurt/O.
- 2019: "Baby, you can drive my car" Galerie Kuchling Berlin
- 2020: Städtische Galerie Backnang

### Gruppenausstellungen
- 2003: Kunstraum Düsseldorf
- 2004: Kunstsammlung Gera
- 2005: Kunstverein Weiden (mit P. Mell)
- 2007: Gabriele Münter Preis, Martin Gropius Bau, Berlin
- 2008: Kunsthaus Erfurt
- 2011: Museum für Druckkunst, Leipzig
- 2012: „Ich und die Wirklichkeit“ Kunsthalle Willinghausen
- 2013: Ein Druck Ausstellung, Leipziger Baumwollspinnerei
- 2014: Schrat und Gäste, Kunstsammlung Jena
- 2017: "Gabriele Münter-Preis", Akademie der Künste Berlin + Frauenmuseum Bonn
- 2017: "scharf geschnitten" Museum im Kulturspeicher Würzburg, "paarweise" KV Ellwangen
- 2019: Kunstverein Ludwigsburg
- 2021: Überland, Kunsthalle Recklinghausen

## Preise
- 2002: Künstlerförderung der IG Metall
- 1. Preis »Holzschnitt heute«, Stiftung der Kreissparkasse Ludwigsburg
- 2003: 1. Preis Kunstpreis der IG Metall
- 2004: Ruth-Huhn-Kunstpreis der Kunsthalle Weimar e.V.